# کارولینا موراچه
کارولینا موراچه (به ایتالیایی: Carolina Morace) (زادهٔ ۵ فوریهٔ ۱۹۶۴) بازیکن پیشین فوتبال زنان اهل کشور ایتالیا است. وی در پست مهاجم بازی می‌کرد. موراچه همچنین در تیم ملی فوتبال زنان ایتالیا و چندین باشگاه لیگ سری آ ایتالیا نیز بازی می‌کرد؛ و در فصل ۸۵–۱۹۸۴ این لیگ عنوان مهاجم برتر را بدست آورد. وی همچنین این عنوان را از فصل ۸۸–۱۹۸۷ تا ۹۸–۱۹۹۷ برای ۱۱ فصل متوالی در اختیار خود داشت. پس از بازنشستگی از دوران بازیگری وی به عنوان مربی کار خود را با تیم زنان لاتزیو آغاز کرد. او همچنین سرمربیگری تیم ملی فوتبال زنان ایتالیا را از سال ۲۰۰ تا ۲۰۰۵ در دست داشت. پس از آن موراچه سرمربیگری تیم ملی فوتبال زنان کانادا را از سال ۲۰۰۹ تا ۲۰۱۱ بر عهده گرفت. در سال ۲۰۱۴ او به عنوان اولین زن ایتالیایی نام خود را در تالار مشاهیر فوتبال ایتالیا به ثبت رساند.
او در حال حاضر سرمربی تیم ملی فوتبال زنان ترینیداد و توباگو است.

## زندگی شخصی
موراچه مدرک حقوق خود را در سال ۱۹۹۶ و در شهر لیگال استودیوی رم دریافت کرده‌است. پس از ۱۳ سال کار در تلویزیون ایتالیا او به چهره مشهور ایتالیا تبدیل شد و به عنوان مفسر و به گزارشگری فوتبال مردان در سری آ برای شبکه‌هایی مانند La7، تلمونتکارلو ،Rai 1، رای ایتالیا و نوشتن مقالات هفتگی روزنامهٔ لاگاتزتا دلو اسپورت روی آورد.